# The Butterfly
The Butterfly és una pel·lícula muda escrita i dirigida per Oscar A.C. Lund i protagonitzada per ell mateix, Barbara Tennant i Howard Estabrook. Basada en la novel·la homònima de Henry Kitchell Webster (1914), la pel·lícula es va estrenar el 10 de maig de 1915.

## Repartiment
- Howard Estabrook (John Butler)
- Barbara Tennant (Elaine Arthur)
- Oscar A.C. Lund (John Arthur)
- Julia Stuart
- Jessie Lewis
- Fred Radcliffe
- Albert Edmondson
- Anita Navarro (amazona de circ)[4]

## Argument
Un geperut jura venjar-se d'una dona nord-americana que està de vacances a Egipte perquè l'ha humiliat. Anys més tard, als Estats Units, la fillastra d'aquella dona, Elaine Arthur, és atreta al mon de l'espectacle pel geperut i junt amb el seu pretendent, John Butler, recorre el país amb un espectacle en el que ella balla simulant una papallona. Surant una actuació propera a la seva ciutat natal, la seva madrastra, la seva germana i un vell admirador la van a veure. El geperut, en veure la dona decideix venjar-se i la segueix a l'habitació de l'hotel on l'apunyala fins a matar-la. Després, aquest fuig però cau per un penya-segat. L'assassinat de la dona es atribuït a Butler, el qual decideix fugir amb Eliane en un vagó de càrrega. Els policies els segueixen fins un poble i sembla que els han d'atrapar. Aleshores Eliane s'assabenta que el geperut va confessar abans de morir provant l'innocència del seu promès amb qui acaba casant-se.